# Medalla Franklin

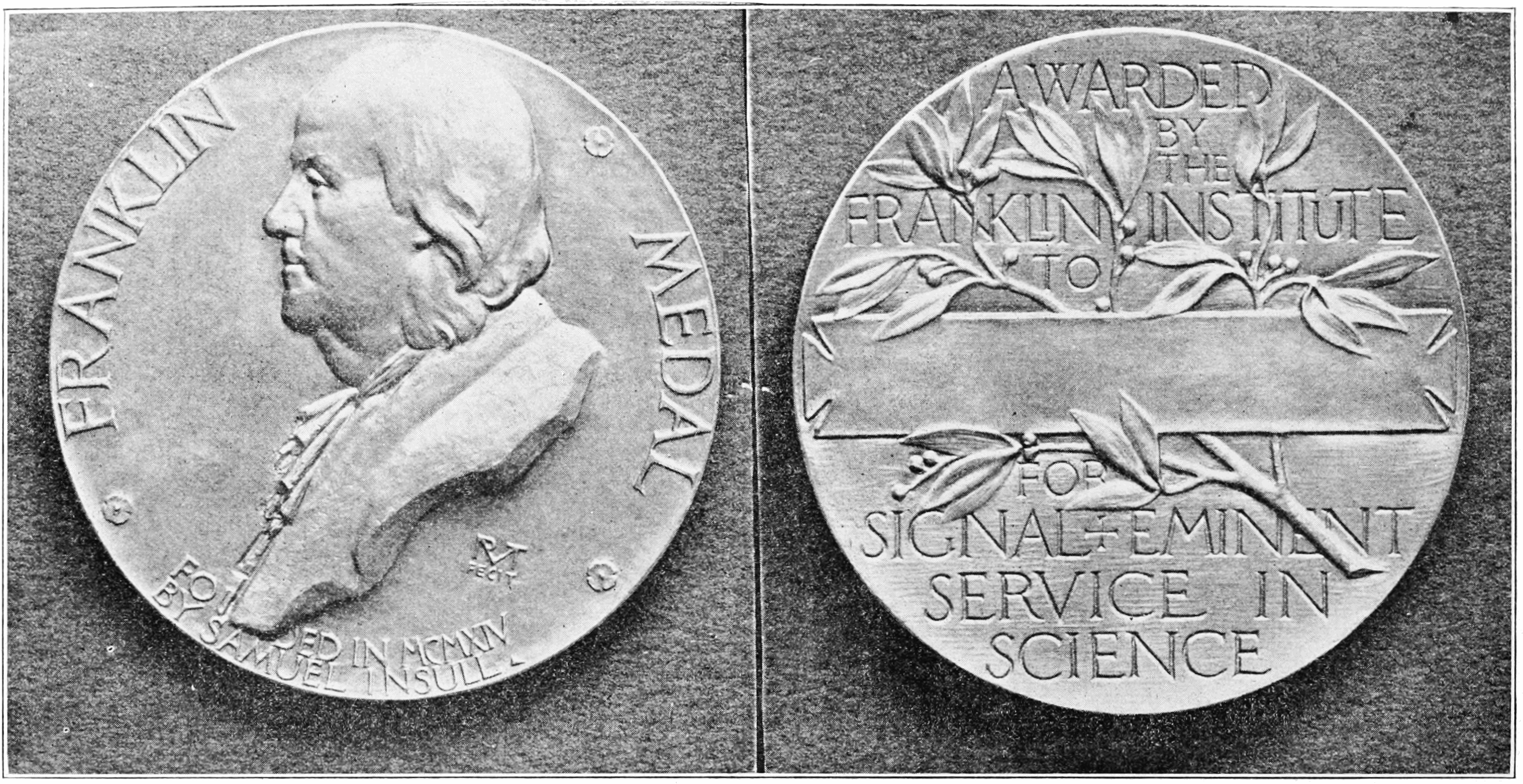
La medalla Franklin, 1915

La Medalla Franklin (del inglés: Franklin Medal) fue un premio académico y de ingeniería otorgado por el Instituto Franklin, sito en Filadelfia, Pensilvania, Estados Unidos. El premio, fue creado en 1914 por Samuel Insull; Y su primera entrega fue en 1915.
En 1998, este y otros premios del Instituto Franklin convergieron en uno. A partir de ese momento esta medalla es conocida como la Medalla Benjamin Franklin.

## Laureados
- 1915 - Thomas Alva Edison (ingeniería)
- 1915 - Heike Kamerlingh Onnes (Física)
- 1916 - John J. Carty (ingeniería)
- 1916 - Theodore William Richards (Química)
- 1917 - Hendrik Antoon Lorentz (Física)
- 1917 - David Watson Taylor (ingeniería)
- 1918 - Guglielmo Marconi (ingeniería)
- 1918 - Thomas Corwin Mendenhall (Física)
- 1919 - James Dewar (Física)
- 1919 - George Owen Squier (ingeniería)
- 1920 - Svante August Arrhenius (Química)
- 1920 - Charles A. Parsons (ingeniería)
- 1921 - Charles Fabry (Física)
- 1921 - Frank Julian Sprague (ingeniería)
- 1922 - Ralph Modjeski (ingeniería)
- 1922 - Joseph John Thomson (Física)
- 1923 - Auguste G. Ferrie (ingeniería/computación y ciencia cognitiva)
- 1923 - Albert A. Michelson (Física)
- 1924 - Ernest Rutherford (Química)
- 1924 - Edward Weston (ingeniería)
- 1925 - Elihu Thomson (ingeniería)
- 1925 - Pieter Zeeman (Física)
- 1926 - Niels Bohr (Física)
- 1926 - Samuel Rea (ingeniería)
- 1927 - George Ellery Hale (Física)
- 1927 - Max Planck (Física)
- 1928 - Charles F. Brush (ingeniería)
- 1928 - Walther Nernst (Química)
- 1929 - Emile Berliner (ingeniería)
- 1929 - Charles Thomson Rees Wilson (Física)
- 1930 - William H. Bragg (Física)
- 1930 - John Frank Stevens (ingeniería)
- 1931 - James Hopwood Jeans (Física)
- 1931 - Willis Rodney Whitney (ingeniería)
- 1932 - Philipp Lenard (Física)
- 1932 - Ambrose Swasey (ingeniería)
- 1933 - Paul Sabatier (Química)
- 1933 - Orville Wright (ingeniería)
- 1934 - Irving Langmuir (Química)
- 1934 - Henry Norris Russell (Física)
- 1935 - Albert Einstein (Física)
- 1935 - John Ambrose Fleming (ingeniería)
- 1936 - Frank Baldwin Jewett (ingeniería)
- 1936 - Charles Franklin Kettering (ingeniería)
- 1937 - Peter Debye (Química)
- 1937 - Robert Andrews Millikan (Física)
- 1938 - William Frederick Durand (ingeniería)
- 1938 - Charles August Kraus (Química)
- 1939 - Edwin Hubble (Física)
- 1939 - Albert Sauveur (ingeniería)
- 1940 - Leo Hendrick Baekeland (ingeniería)
- 1940 - Arthur Holly Compton (Física)
- 1941 - Edwin H. Armstrong (ingeniería)
- 1941 - Chandrasekhara Venkata Raman (Física)
- 1942 - Jerome Clarke Hunsaker (ingeniería)
- 1942 - Paul Dyer Merica (ingeniería)
- 1943 - George Washington Pierce (ingeniería)
- 1943 - Harold Clayton Urey (Física)
- 1944 - William David Coolidge (ingeniería)
- 1944 - Peter Kapitza (Física)
- 1945 - Harlow Shapley (Física)
- 1946 - Henry Clapp Sherman (ciencias de la vida)
- 1946 - Henry Thomas Tizard (ingeniería)
- 1947 - Enrico Fermi (Física)
- 1947 - Robert Robinson (Química)
- 1948 - Wendell Meredith Stanley (ciencias de la vida)
- 1948 - Theodor Von Karman (ingeniería)
- 1949 - The Svedberg (ciencias de la vida)
- 1950 - Eugene P. Wigner (Física)
- 1951 - James Chadwick (Física)
- 1952 - Wolfgang Pauli (Física)
- 1953 - William Francis Gibbs (ingeniería)
- 1954 - Charles Edward Kenneth Mees (ingeniería)
- 1955 - Arne Tiselius (ciencias de la vida)
- 1956 - Frank Whittle (ingeniería)
- 1957 - Hugh Stott Taylor (Química)
- 1958 - Donald Wills Douglas (ingeniería)
- 1959 - Hans Albrecht Bethe (Física)
- 1960 - Roger Adams (ingeniería)
- 1961 - Detlev W. Bronk (ciencias de la vida)
- 1962 - Geoffrey Ingram Taylor (ciencias de la vida)
- 1963 - Glenn T. Seaborg (Física)
- 1964 - Gregory Breit (Física)
- 1965 - Frederick Seitz (ingeniería)
- 1966 - Britton Chance (ciencias de la vida)
- 1967 - Murray Gell-Mann (Física)
- 1968 - Marshall Warren Nirenberg (ciencias de la vida)
- 1969 - John Archibald Wheeler (Física)
- 1970 - Wolfgang K.H. Panofsky (Física)
- 1971 - Hannes Alfvén (Física)
- 1972 - George B. Kistiakowsky (Química)
- 1973 - Theodosius Grigorevich Dobzhansky (ciencias de la vida)
- 1974 - Nikolai Nikolaevich Bogoliubov (Física)
- 1975 - John Bardeen (Física)
- 1976 - Mahlon B. Hoagland (ciencias de la vida)
- 1977 - Cyril Manton Harris (ingeniería)
- 1978 - Elias J. Corey (Química)
- 1979 - G. Evelyn Hutchinson (ciencias de la vida)
- 1980 - Avram Goldstein (ciencias de la vida)
- 1980 - Lyman Spitzer, Jr. (Física)
- 1981 - Stephen W. Hawking (Física)
- 1982 - César Milstein (ciencias de la vida)
- 1982 - Kenneth Geddes Wilson (Física)
- 1984 - Verner E. Suomi (ingeniería)
- 1985 - George Claude Pimentel (Física)
- 1986 - Benoît Mandelbrot (Física)
- 1987 - Stanley Cohen (ciencias de la vida)
- 1988 - Donald Ervin Knuth (computación y ciencia cognitiva)
- 1990 - Hugh E. Huxley (ciencias de la vida)
- 1990 - David Turnbull (Física)
- 1992 - Frederick Reines (Física)
- 1995 - Gerard 't Hooft (Física)
- 1996 - Richard E. Smalley (Química)
- 1997 - Mario Renato Capecchi (ciencias de la vida)

## Ganadores de la Medalla Benjamin Franklin
| Año  | Laureado                     | Categoría                                |
| ---- | ---------------------------- | ---------------------------------------- |
| 1998 | Emmanuel Desurvire           | Ingeniería Civil y Mecánica              |
| 1998 | Robert B. Laughlin           | Física                                   |
| 1998 | David N. Payne               | Ingeniería Civil y Mecánica              |
| 1998 | Stanley Prusiner             | Ciencias de la vida                      |
| 1998 | Horst Ludwig Störmer         | Física                                   |
| 1998 | Daniel Chee Tsui             | Física                                   |
| 1998 | Ahmed Zewail                 | Química                                  |
| 1999 | Noam Chomsky                 | Ciencias Cognitivas y de la Computación  |
| 1999 | Douglas C. Engelbart         | Ciencias Cognitivas y de la Computación  |
| 1999 | Walter Kaminsky              | Química                                  |
| 1999 | Barry Marshall               | Ciencias de la vida                      |
| 1999 | John C. Mather               | Física                                   |
| 1999 | Richard W. Shorthill         | Ciencias Cognitivas y de la Computación  |
| 1999 | Akira Tonomura               | Física                                   |
| 1999 | Victor Vali                  | Ciencias Cognitivas y de la Computación  |
| 2000 | John Cocke                   | Ciencias Cognitivas y de la Computación  |
| 2000 | Eric A. Cornell              | Física                                   |
| 2000 | Gordon Danby                 | Ingeniería Civil y Mecánica              |
| 2000 | Eville Gorham                | Ciencias de la Tierra y Medioambientales |
| 2000 | Robert Grubbs                | Química                                  |
| 2000 | Wolfgang Ketterle            | Física                                   |
| 2000 | Antoine Émile Henry Labeyrie | Electrotecnia                            |
| 2000 | James R. Powell              | Ingeniería Civil y Mecánica              |
| 2000 | Carl E. Wieman               | Física                                   |
| 2001 | Judah Folkman                | Ciencias de la vida                      |
| 2001 | Alan Guth                    | Física                                   |
| 2001 | Marvin Minsky                | Ciencias Cognitivas y de la Computación  |
| 2001 | Barry Sharpless              | Química                                  |
| 2001 | Rob Van der Voo              | Ciencias de la Tierra y Medioambientales |
| 2001 | Bernard Widrow               | Electrotecnia                            |
| 2002 | Norman Allinger              | Química                                  |
| 2002 | Mary-Dell Chilton            | Ciencias de la vida                      |
| 2002 | Sumio Iijima                 | Física                                   |
| 2002 | Shuji Nakamura               | Ingeniería Civil y Mecánica              |
| 2002 | Alexandra Navrotsky          | Ciencias de la Tierra y Medioambientales |
| 2002 | Lucy Suchman                 | Ciencias Cognitivas y de la Computación  |
| 2003 | Bishnu S. Atal               | Electrotecnia                            |
| 2003 | John N. Bahcall              | Física                                   |
| 2003 | Raymond Davis Jr.            | Física                                   |
| 2003 | Jane Goodall                 | Ciencias de la vida                      |
| 2003 | Robin M. Hochstrasser        | Química                                  |
| 2003 | Masatoshi Koshiba            | Física                                   |
| 2003 | John McCarthy                | Ciencias Cognitivas y de la Computación  |
| 2003 | Norman A. Phillips           | Ciencias de la Tierra y Medioambientales |
| 2003 | Joseph Smagorinsky           | Ciencias de la Tierra y Medioambientales |
| 2003 | Charles H. Thornton          | Ingeniería Civil y Mecánica              |
| 2004 | Roger Bacon                  | Ingeniería Civil y Mecánica              |
| 2004 | Harry Gray                   | Química                                  |
| 2004 | Richard M. Karp              | Ciencias Cognitivas y de la Computación  |
| 2004 | Robert B. Meyer              | Física                                   |
| 2004 | Robert E. Newnham            | Electrotecnia                            |
| 2005 | Elizabeth Blackburn          | Ciencias de la vida                      |
| 2005 | Aravind Joshi                | Ciencias Cognitivas y de la Computación  |
| 2005 | Yoichiro Nambu               | Física                                   |
| 2005 | Peter R. Vail                | Ciencias de la Tierra y Medioambientales |
| 2005 | Andrew J. Viterbi            | Electrotecnia                            |
| 2006 | Ray W. Clough                | Ingeniería Civil y Mecánica              |
| 2006 | Samuel Danishefsky           | Química                                  |
| 2006 | Luna Bergere Leopold         | Ciencias de la Tierra y Medioambientales |
| 2006 | Donald Norman                | Ciencias Cognitivas y de la Computación  |
| 2006 | Fernando Nottebohm           | Ciencias de la vida                      |
| 2006 | Giacinto Scoles              | Física                                   |
| 2006 | Jan Peter Toennies           | Física                                   |
| 2006 | M. Gordon Wolman             | Ciencias de la Tierra y Medioambientales |
| 2007 | Klaus Biemann                | Química                                  |
| 2007 | Robert H. Dennard            | Electrotecnia                            |
| 2007 | Merton C. Flemings           | Ciencias de los Materiales               |
| 2007 | Arthur McDonald              | Física                                   |
| 2007 | Steve Squyres                | Ciencias de la Tierra y Medioambientales |
| 2007 | Yōji Totsuka                 | Física                                   |
| 2007 | Nancy S. Wexler              | Ciencias de la vida                      |
| 2008 | Victor Ambros                | Ciencias de la vida                      |
| 2008 | David Baulcombe              | Ciencias de la vida                      |
| 2008 | Wallace S. Broecker          | Ciencias de la Tierra y Medioambientales |
| 2008 | Albert Eschenmoser           | Química                                  |
| 2008 | Deborah Jin                  | Física                                   |
| 2008 | Judea Pearl                  | Ciencias Cognitivas y de la Computación  |
| 2008 | Arun Phadke                  | Electrotecnia                            |
| 2008 | Gary Ruvkun                  | Ciencias de la vida                      |
| 2008 | James Thorp                  | Electrotecnia                            |
| 2009 | Ruzena Bajcsy                | Ciencias Cognitivas y de la Computación  |
| 2009 | Stephen Benkovic             | Ciencias de la vida                      |
| 2009 | Frederick Grassle            | Ciencias de la Tierra y Medioambientales |
| 2009 | Richard J. Robbins           | Ingeniería Civil y Mecánica              |
| 2009 | George Whitesides            | Química                                  |
| 2009 | Lotfi Zadeh                  | Electrotecnia                            |
| 2010 | Juan Ignacio Cirac Sasturain | Física                                   |
| 2010 | Shafrira Goldwasser          | Ciencias Cognitivas y de la Computación  |
| 2010 | Peter Nowell                 | Ciencias de la vida                      |
| 2010 | Gerhard Sessler              | Electrotecnia                            |
| 2010 | D. Brian Spalding            | Ingeniería Civil y Mecánica              |
| 2010 | JoAnne Stubbe                | Química                                  |
| 2010 | James E. West                | Electrotecnia                            |
| 2010 | David Wineland               | Física                                   |
| 2010 | Peter Zoller                 | Física                                   |
| 2011 | Nicola Cabibbo               | Física                                   |
| 2011 | John R. Anderson             | Ciencias Cognitivas y de la Computación  |
| 2011 | Jillian F. Banfield          | Ciencias de la Tierra y Medioambientales |
| 2011 | Ingrid Daubechies            | Electrotecnia                            |
| 2011 | Dean Kamen                   | Ingeniería Civil y Mecánica              |
| 2011 | Kyriacos Costa Nicolaou      | Química                                  |
| 2012 | Rashid Sunyaev               | Física                                   |
| 2012 | Vladimir Vapnik              | Ciencias Cognitivas y de la Computación  |
| 2012 | Ellen Stone Mosley-Thompson  | Ciencias de la Tierra y Medioambientales |
| 2012 | Lonnie G. Thompson           | Ciencias de la Tierra y Medioambientales |
| 2012 | Jerry Nelson                 | Electrotecnia                            |
| 2012 | Zvi Hashin                   | Ingeniería Civil y Mecánica              |
| 2012 | Sean B. Carroll              | Ciencias de la vida                      |
| 2013 | Jerrold Meinwald             | Química                                  |
| 2013 | William Labov                | Ciencias Cognitivas y de la Computación  |
| 2013 | Robert A. Berner             | Ciencias de la Tierra y Medioambientales |
| 2013 | Rudolf Jaenisch              | Ciencias de la vida                      |
| 2013 | Subra Suresh                 | Ciencias de los Materiales               |
| 2013 | Alexander Dalgarno           | Física                                   |
| 2014 | Shunichi Kawasaki            | Electrotecnia                            |
| 2014 | Christopher T. Walsh         | Química                                  |
| 2014 | Joachim Frank                | Ciencias de la vida                      |
| 2014 | Daniel Kleppner              | Física                                   |
| 2014 | Mark Kryder                  | Electrotecnia                            |
| 2014 | Lisa Tauxe                   | Ciencias de la Tierra y Medioambientales |
| 2014 | Ali H. Nayfeh                | Ingeniería Civil y Mecánica              |